# Mark Morrison (Musiker)
Mark „The Mack“ Morrison (* 3. Mai 1972 in Hannover) ist ein britischer Musiker. Sein größter Hit war Return of the Mack.

## Leben
Morrison wurde in Hannover als Sohn barbadischer Eltern geboren und wuchs als Kind in Leicester auf. Die Eltern zogen später nach Miami, doch Mark Morrison kehrte mit 19 in das Vereinigte Königreich zurück.
Nach dem Verbüßen einer dreimonatigen Haftstrafe, in der er sich entschied, eine Musikkarriere zu starten, entstanden 1995 die ersten professionellen Aufnahmen. Bereits seine erste Single-Veröffentlichung Crazy im Frühjahr 1995 konnte in den britischen Charts die Top 20 erreichen. Mit der Single Return of the Mack aus dem Frühjahr 1996 gelang ihm ein internationaler Hit. In Großbritannien wurde der Song zur ersten Nummer-1-Single eines männlichen, britischen, schwarzen Solokünstlers in den 1990ern. Auch in den deutschsprachigen Ländern wurde Return of the Mack zum Top-10-Hit. Nachfolgend erreichte Morrison mit Trippin’, Horny und Moan and Groan zumindest in Großbritannien erneut die Top 10, ansonsten konnte er jedoch nicht mehr an den Vorgängererfolg anschließen. Morrison wurde 1997 für vier BRIT Awards nominiert, gewann aber keinen. Sein Auftritt erregte vor allem in der Presse Aufmerksamkeit, da er ein schwarzes Oberteil mit dem Aufdruck „Not Guilty“ (Nicht schuldig) trug.
Morrison wurde mehrerer Verbrechen beschuldigt. 1997 musste er erneut für drei Monate ins Gefängnis, weil er ein Betäubungsgewehr in ein Flugzeug schmuggeln wollte. Gleichzeitig stieg seine Single Return of the Mack auf Platz 2 der US Charts. 1999 trat er bei den Brit Awards auf, wo er Whitney Houston ankündigte.
2004 wurde er fälschlicherweise einer Vergewaltigung verdächtigt.
Als sein Comeback 2002 bei seiner Plattenfirma Death Row scheiterte, wechselte er zu 2Wikid, 2004 dann zu Mona Records. 2006 veröffentlichte er Innocent Man mit Gastbeiträgen von Adina Howard und DMX, seine letzte Solo-Platzierung in den britischen Charts.
Return of the Mack wurde im Jahr 2005 Titelsong eines Werbespots für den Ford Explorer und im Jahr 2016 als Remixversion von Nevada featuring Fetty Wap neu veröffentlicht. Diese Version erreichte sowohl in Großbritannien als auch in Deutschland erneut die Charts.

## Diskografie

### Studioalben
| Jahr | Titel Musiklabel       | Höchstplatzierung, Gesamtwochen, AuszeichnungChartplatzierungen (Jahr, Titel, Musiklabel, Platzierungen, Wochen, Auszeichnungen, Anmerkungen) | Höchstplatzierung, Gesamtwochen, AuszeichnungChartplatzierungen (Jahr, Titel, Musiklabel, Platzierungen, Wochen, Auszeichnungen, Anmerkungen) | Höchstplatzierung, Gesamtwochen, AuszeichnungChartplatzierungen (Jahr, Titel, Musiklabel, Platzierungen, Wochen, Auszeichnungen, Anmerkungen) | Höchstplatzierung, Gesamtwochen, AuszeichnungChartplatzierungen (Jahr, Titel, Musiklabel, Platzierungen, Wochen, Auszeichnungen, Anmerkungen) | Höchstplatzierung, Gesamtwochen, AuszeichnungChartplatzierungen (Jahr, Titel, Musiklabel, Platzierungen, Wochen, Auszeichnungen, Anmerkungen) | Anmerkungen                          |
| Jahr | Titel Musiklabel       | DE | AT | CH | UK | US | Anmerkungen                          |
| ---- | ---------------------- | --- | --- | --- | --- | --- | ------------------------------------ |
| 1996 | Return of the Mack WEA | DE27 (17 Wo.)DE | AT22 (8 Wo.)AT | CH5 (10 Wo.)CH | UK4 Gold · (48 Wo.)UK | US76 (24 Wo.)US | Erstveröffentlichung: 22. April 1996 |
| 2006 | Innocent Man Mack Life | — | — | — | — | — | Erstveröffentlichung: 1. Mai 2006    |

### EPs
| Jahr | Titel Musiklabel          | Höchstplatzierung, Gesamtwochen, AuszeichnungChartsChartplatzierungen (Jahr, Titel, Musiklabel, Platzierungen, Wochen, Auszeichnungen, Anmerkungen) | Anmerkungen                              |
| Jahr | Titel Musiklabel          | UK | Anmerkungen                              |
| ---- | ------------------------- | --- | ---------------------------------------- |
| 1997 | Only God Can Judge Me WEA | UK50 (2 Wo.)UK | Erstveröffentlichung: 15. September 1997 |

Weitere EPs
- 2013: I Am What I Am

### Mixtapes
- 1997: The Judgement (Verse 1, Chapter III)

### Singles als Leadmusiker
| Jahr | Titel Album                            | Höchstplatzierung, Gesamtwochen, AuszeichnungChartplatzierungen (Jahr, Titel, Album, Platzierungen, Wochen, Auszeichnungen, Anmerkungen) | Höchstplatzierung, Gesamtwochen, AuszeichnungChartplatzierungen (Jahr, Titel, Album, Platzierungen, Wochen, Auszeichnungen, Anmerkungen) | Höchstplatzierung, Gesamtwochen, AuszeichnungChartplatzierungen (Jahr, Titel, Album, Platzierungen, Wochen, Auszeichnungen, Anmerkungen) | Höchstplatzierung, Gesamtwochen, AuszeichnungChartplatzierungen (Jahr, Titel, Album, Platzierungen, Wochen, Auszeichnungen, Anmerkungen) | Höchstplatzierung, Gesamtwochen, AuszeichnungChartplatzierungen (Jahr, Titel, Album, Platzierungen, Wochen, Auszeichnungen, Anmerkungen) | Anmerkungen                                                          |
| Jahr | Titel Album                            | DE | AT | CH | UK | US | Anmerkungen                                                          |
| ---- | -------------------------------------- | --- | --- | --- | --- | --- | -------------------------------------------------------------------- |
| 1995 | Crazy Return of the Mack               | DE68 (7 Wo.)DE | — | — | UK6 (16 Wo.)UK | — | Erstveröffentlichung: 7. April 1995                                  |
| 1995 | Let’s Get Down Return of the Mack      | — | — | — | UK39 (2 Wo.)UK | — | Erstveröffentlichung: 20. September 1995                             |
| 1996 | Return of the Mack                     | DE5 (27 Wo.)DE | AT7 (12 Wo.)AT | CH7 (16 Wo.)CH | UK1 ×3Dreifachplatin · (27 Wo.)UK | US2 ×5Fünffachplatin · (40 Wo.)US | Erstveröffentlichung: 18. März 1996                                  |
| 1996 | Trippin’ Return of the Mack            | — | — | — | UK8 (8 Wo.)UK | — | Erstveröffentlichung: 17. Oktober 1996                               |
| 1996 | Horny Return of the Mack               | DE92 (3 Wo.)DE | — | — | UK5 Silber · (10 Wo.)UK | — | Erstveröffentlichung: 19. Dezember 1996                              |
| 1997 | Moan & Groan Return of the Mack        | — | — | — | UK7 (10 Wo.)UK | US76 (7 Wo.)US | Erstveröffentlichung: 5. März 1997                                   |
| 1997 | Who’s the Mack Only God Can Judge Me   | — | — | — | UK13 (5 Wo.)UK | — | Erstveröffentlichung: 21. September 1997                             |
| 1999 | Best Friend Innocent Man               | — | — | — | UK23 (5 Wo.)UK | — | Erstveröffentlichung: 8. August 1999 feat. Gabrielle & Conner Reeves |
| 2004 | Just a Man / Backstabbers Innocent Man | — | — | — | UK48 (2 Wo.)UK | — | Erstveröffentlichung: 16. August 2004                                |
| 2006 | Innocent Man                           | — | — | — | UK46 (2 Wo.)UK | — | Erstveröffentlichung: 31. März 2006 feat. DMX                        |

Weitere Singles
- 1993: Where Is Our Love
- 1996: I Like
- 2002: I Wanna Be Your Man
- 2006: Dance 4 Me (feat. Tanya Stephens)
- 2013: N.A.N.G. 2.0
- 2016: My Life 2.0
- 2018: Trippin’ on Me (mit David Zowie)
- 2022: Cooped Up / Return of the Mack (mit Post Malone & Sickick)

### Singles als Gastmusiker
| Jahr | Titel Album                     | Höchstplatzierung, Gesamtwochen, AuszeichnungChartplatzierungen (Jahr, Titel, Album, Platzierungen, Wochen, Auszeichnungen, Anmerkungen) | Höchstplatzierung, Gesamtwochen, AuszeichnungChartplatzierungen (Jahr, Titel, Album, Platzierungen, Wochen, Auszeichnungen, Anmerkungen) | Höchstplatzierung, Gesamtwochen, AuszeichnungChartplatzierungen (Jahr, Titel, Album, Platzierungen, Wochen, Auszeichnungen, Anmerkungen) | Höchstplatzierung, Gesamtwochen, AuszeichnungChartplatzierungen (Jahr, Titel, Album, Platzierungen, Wochen, Auszeichnungen, Anmerkungen) | Höchstplatzierung, Gesamtwochen, AuszeichnungChartplatzierungen (Jahr, Titel, Album, Platzierungen, Wochen, Auszeichnungen, Anmerkungen) | Anmerkungen                                                                     |
| Jahr | Titel Album                     | DE | AT | CH | UK | US | Anmerkungen                                                                     |
| ---- | ------------------------------- | --- | --- | --- | --- | --- | ------------------------------------------------------------------------------- |
| 2016 | The Mack –                      | DE33 Gold · (14 Wo.)DE | AT38 (7 Wo.)AT | CH66 (11 Wo.)CH | UK14 Platin · (20 Wo.)UK | US— GoldUS | Erstveröffentlichung: 23. September 2016 Nevada feat. Mark Morrison & Fetty Wap |
| 2021 | Provide These Things Happen Too | — | — | — | UK98 (1 Wo.)UK | US64 (1 Wo.)US | Erstveröffentlichung: 5. Februar 2021 G-Eazy feat. Chris Brown & Mark Morrison  |

Weitere Gastbeiträge
- 2017: I’m on 3.0 (Trae feat. T.I., Dave East, Tee Grizzley, Royce da 5′9″, Mark Morrison, Curren$y, D.R.A.M., Snoop Dogg, Fabolous, Rick Ross, Chamillionaire, G-Eazy, Styles P., E-40, & Gary Clark Jr.)

## Auszeichnungen für Musikverkäufe
| Silberne Schallplatte - Frankreich - 1996: für die Single Return of the Mack Goldene Schallplatte - Brasilien - 2024: für die Single The Mack - Dänemark - 2023: für die Single Return of the Mack - Italien - 2017: für die Single The Mack - Kanada - 1997: für das Album Return of the Mack - Neuseeland - 2016: für die Single The Mack - 2024: für die Single Cooped Up / Return of the Mack | Platin-Schallplatte - Australien - 1996: für die Single Return of the Mack 2× Platin-Schallplatte - Australien - 2017: für die Single The Mack - Neuseeland - 2020: für die Single The Mack 4× Platin-Schallplatte - Neuseeland - 2025: für die Single Return of the Mack |

Anmerkung: Auszeichnungen in Ländern aus den Charttabellen bzw. Chartboxen sind in ebendiesen zu finden.
| Land/RegionAuszeichnungen für Musikverkäufe (Land/Region, Auszeichnungen, Verkäufe, Quellen) | Silber     | Gold     | Platin       | Verkäufe  | Quellen             |
| -------------------------------------------------------------------------------------------- | ---------- | -------- | ------------ | --------- | ------------------- |
| Australien (ARIA)                                                                            | —          | —        | 3× Platin3   | 210.000   | aria.com.au         |
| Brasilien (PMB)                                                                              | —          | Gold1    | —            | 30.000    | pro-musicabr.org.br |
| Dänemark (IFPI)                                                                              | —          | Gold1    | —            | 45.000    | ifpi.dk             |
| Deutschland (BVMI)                                                                           | —          | Gold1    | —            | 200.000   | musikindustrie.de   |
| Frankreich (SNEP)                                                                            | Silber1    | —        | —            | 125.000   | infodisc.fr         |
| Italien (FIMI)                                                                               | —          | Gold1    | —            | 25.000    | fimi.it             |
| Kanada (MC)                                                                                  | —          | Gold1    | —            | 50.000    | musiccanada.com     |
| Neuseeland (RMNZ)                                                                            | —          | Gold1    | 7× Platin7   | 207.500   | radioscope.co.nz    |
| Vereinigte Staaten (RIAA)                                                                    | —          | Gold1    | 5× Platin5   | 5.500.000 | riaa.com            |
| Vereinigtes Königreich (BPI)                                                                 | Silber1    | Gold1    | 4× Platin4   | 2.100.000 | bpi.co.uk           |
| Insgesamt                                                                                    | 2× Silber2 | 8× Gold8 | 19× Platin19 |           |                     |

## Belege
1. 1 2  CelebsNow: Whatever happened to… Mark Morrison? 9. Oktober 2016, abgerufen am 31. Mai 2020 (amerikanisches Englisch).
2. 1 2 3  Mark Morrison bei AllMusic (englisch). Abgerufen am 31. Mai 2020.
3. ↑  Statistik für Mark Morrison auf officialcharts.com, abgerufen am 4. Februar 2017
4. ↑  .:::Mark Morrison:::. Just A Fan Website - - - {SkidoProductions}. Abgerufen am 31. Mai 2020.
5. ↑  The Mack feat. Mark Morrison & Fetty Wap. In: Universal Music. Abgerufen am 31. Mai 2020.
6. 1 2 3 4  Chartquellen: DE AT CH UK US

| Personendaten    | Personendaten        |
| ---------------- | -------------------- |
| NAME             | Morrison, Mark       |
| ALTERNATIVNAMEN  | The Mack (Spitzname) |
| KURZBESCHREIBUNG | britischer Musiker   |
| GEBURTSDATUM     | 3. Mai 1972          |
| GEBURTSORT       | Hannover             |